# 铁厂镇 (荣县)
铁厂镇，是中华人民共和国四川省自贡市荣县下辖的一个乡镇级行政单位。1950年为铁厂乡，1958年改公社，1983年复置乡，1995年青白乡并入建铁厂镇。位于县境西北部，距县城10公里。面积58平方公里，人口1.6万。

## 行政区划
铁厂镇下辖以下地区：
铁厂铺社区、大丰村、大沟村、大坪村、茨芭坳村、白石铺村、劳武村、三台村、曹家坪村、山王村和黑观音村。